# RNA-Seq

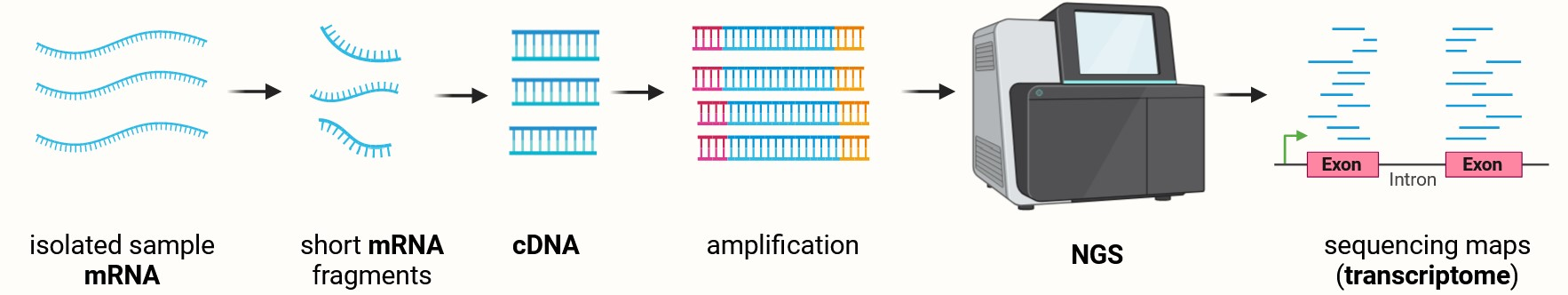
Experimental transcriptome sequencing technique (RNA-seq)

RNA-seq (  «secuenciación de ARN» ), también llamado Secuenciación del Transcriptoma Entero para Clonación al Azar (del  inglés  Whole Transcriptome Shotgun Sequencing ), utiliza la secuenciación masiva (NGS) para revelar la 
presencia y cantidad de ARN, en una muestra biológica en un momento dado.
Así, la RNA Seq usa para analizar cambios en el transcriptoma. Concretamente, la RNA-seq facilita la observación de transcritos resultantes del empalme alternativo, modificación postranscripcional, fusiones génicas, mutaciones/polimorfismos de nucleótidos únicos y cambios de expresión de genes. Dado que el proceso implica la obtención de RNA total, la RNA Seq puede ayudar a caracterizar poblaciones diferentes de RNA como miRNA, tRNA, y rRNA Esta tecnología, además, también puede servir para determinar las fronteras exón / intrón y verificar o enmendar regiones 5 'y 3'.
Los datos obtenidos mediante RNA-seq han sido útiles para la realización de numerosos estudios. En un artículo publicado en 2019 en la revista Nature communications se utilizan datos de ARN-seq para estudiar las firmas transcriptómicas de diferentes miembros del MTBC. Los resultados obtenidos en este estudio muestran que los diferentes clados MTBC tienen su propia firma transcriptómica.